# Signau
Signau est une commune suisse du canton de Berne, située dans l'arrondissement administratif de l'Emmental.